# Wheeler (Illinois)
Wheeler es una villa ubicada en el condado de Jasper en el estado estadounidense de Illinois. En el Censo de 2010 tenía una población de 147 habitantes y una densidad poblacional de 98,54 personas por km².

## Geografía
Wheeler se encuentra ubicada en las coordenadas 39°2′35″N 88°19′8″O / 39.04306, -88.31889. Según la Oficina del Censo de los Estados Unidos, Wheeler tiene una superficie total de 1.49 km², de la cual 1.49 km² corresponden a tierra firme y (0%) 0 km² es agua.

## Demografía
Según el censo de 2010, había 147 personas residiendo en Wheeler. La densidad de población era de 98,54 hab./km². De los 147 habitantes, Wheeler estaba compuesto por el 99.32% blancos, el 0% eran afroamericanos, el 0% eran amerindios, el 0% eran asiáticos, el 0% eran isleños del Pacífico, el 0.68% eran de otras razas y el 0% pertenecían a dos o más razas. Del total de la población el 0.68% eran hispanos o latinos de cualquier raza.